# Almeric Paget
Almeric Hugh Paget, (14 mars 1861-22 septembre 1949) est un industriel britannique et un homme politique du Parti conservateur. Il est l'un des fondateurs du service de massage militaire et du bataillon Cambridgeshire du Suffolk Regiment et trésorier de l'Union de la Société des Nations. Il a pour titre celui de 1er baron Queenborough.

## Jeunesse
Né à Londres le 14 mars 1861, Paget est le sixième et le plus jeune fils de Alfred Paget et de Cecilia Wyndham. Son grand-père commande la cavalerie britannique à la bataille de Waterloo en 1815. Éduqué à Harrow, il est plus tard un Fellow du Corpus Christi College, Cambridge .

## Carrière
Paget travaille pour le Midland Railway, Derbyshire avant d'émigrer aux États-Unis en 1881. Il établit un ranch de bétail à Le Mars, Iowa, où il fait la connaissance de Theodore Roosevelt. Plus tard, il déménage à St. Paul, Minnesota, où il est agent immobilier. Paget s'installe à New York, où son frère Arthur le présenté à la société. Il vit dans ce qui est aujourd'hui Lubin House, le centre des anciens de l'Université de Syracuse.
Il se joint à Henry Melville Whitney pour fonder la Dominion Coal Company Ltd. en 1893 et la Dominion Iron and Steel Company Ltd. en 1901 à Sydney, en Nouvelle-Écosse.

### Élection au Parlement
En 1901, les Pagets déménagent en Angleterre, apparemment en raison de la mauvaise santé de l'épouse de Paget, Pauline. La famille s'installe initialement à Brandon Park House, Suffolk, et Paget est nommé Haut Shérif du Suffolk en 1909.
Paget est un plaisancier, remportant le premier prix de la course à handicap ouverte de Cannes à Monte-Carlo en 1902 et le prix du tsar à la Semaine de Cowes en 1909. Après son retour des États-Unis en Angleterre, il est nommé arrière-commodore du Royal Thames Yacht Club (1905-1910); il est ensuite vice-commodore (1911-1923; 1932-1935; 1946-1949) et commodore (1924-1931; 1936-1945). La Coupe Belvidere est nommée par Paget en 1913, en l'honneur d'un bateau appartenant à son père qui a concouru pour la coupe la première fois qu'elle est disputée en 1845.
En 1906, Paget se présente dans la circonscription de Cambridge, perdant avec 3 924 voix contre 4 232 pour Stanley Buckmaster. Il est nommé président de la division provinciale de l'Est de l'Union nationale des associations conservatrices et unionistes en 1909. En janvier 1910, il remporte de justesse le siège avec 4 667 voix contre 4 080 pour Buckmaster, occupant le siège jusqu'à sa démission en 1917.

### Première Guerre mondiale

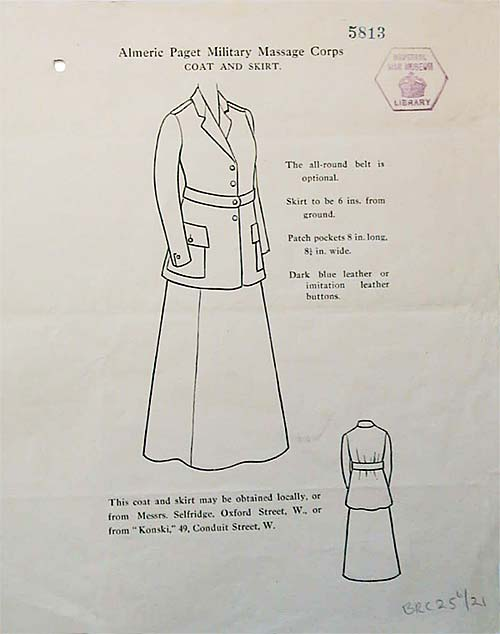
Uniforme du Corps de massage militaire d'Almeric Paget, 1916.

En août 1914, Paget fonde le corps de massage Almeric Paget (rebaptisé le corps de massage militaire d'Almeric Paget en décembre 1916, et le service de massage militaire en 1919). Au départ 50 masseuses ont été recrutées, passant rapidement à plus de 100. Le corps établit des cliniques dans chaque hôpital du Royaume-Uni, avec la direction centrale de la maison de ville de Paget à Londres au 39 Berkeley Square. Après la guerre, les cliniques sont maintenues dans les quartiers les plus pauvres de Londres, avec un traitement pour tous ceux qui en faisaient la demande.
En novembre 1914, Paget fonde la clinique de massage et de soins ambulatoires électriques, dans les locaux du 55 Portland Place, Londres, prêté par Lady Alexander Paget. Pendant la durée de la Première Guerre mondiale, la clinique traite en moyenne 200 officiers et soldats blessés par jour. En plus du Corps de Massage, après le déclenchement de la guerre, Paget parraine la formation d'un bataillon du Cambridgeshire formé de volontaires. Comprenant environ 1350 volontaires, il devient le 11e bataillon du Suffolk Regiment, connu sous le nom de Cambs Suffolks. Le bataillon est initialement affecté au Royaume-Uni, transféré en France en 1916; 970 membres sont morts pendant la Première Guerre mondiale dont 190 le 1er juillet 1916, premier jour sur la Somme.

### Fin de carrière
Paget démissionne de son siège parlementaire en juillet 1917. Le 18 janvier 1918, il est élevé à la pairie en tant que baron Queenborough, de Queenborough dans le comté de Kent.
En 1920, il est nommé trésorier de l'Union de la Société des Nations, poste qu'il occupe pendant seize ans. Il démissionne en 1936 pour protester contre la reconnaissance et l'admission de l'Union soviétique par la Ligue. Lord Queenborough est créé Chevalier Grand-Croix de l'Ordre de l'Empire britannique (GBE) en 1926.
Lord Queenborough est président du Ferrocarril Chihuahua al Pacifico (Chihuahua and Pacific Railroad), président de Caxton Electrical Developments, président de Siemens Brothers & Co. et président de la Queenborough Port Development Company. Il est également gouverneur de Guy's Hospital, Southwark ; président du Miller General Hospital, Greenwich ; président de l'hôpital Preston Hall, Maidstone ; membre du Conseil de la Zoological Society of London ; un Chevalier de Justice de l'Ordre de Saint-Jean de Jérusalem (KJSt.J.); et président de la Royal Society of St George.
Pendant les années 1930, Paget est un fervent partisan de Francisco Franco  et d' Adolf Hitler, louant le Führer jusqu'en 1939. Il est également un militant fanatique anti-bolchevique et, dans un article de 1935, décrit un complot perçu entre les francs-maçons et les communistes pour conquérir l'Europe. Malgré ces sympathies, il est nommé président de l'Union nationale des associations conservatrices et unionistes en 1928–29 et 1940–41.[réf. nécessaire]

## Vie privée
Le 12 novembre 1895, il épouse la nièce de Henry Melville Whitney, l'héritière américaine Pauline Payne Whitney. Le mariage est célébré à l'église Saint-Thomas de New York, et parmi les participants se trouve le président Grover Cleveland. Ils ont deux filles :
- Olive Cecilia (née en 1899 - décédée le 9 septembre 1974, mariée trois fois et plus tard propriétaire du Château de Leeds) Son troisième mari, Adrian William Maxwell Baillie, est député de Tonbridge de 1937 à 1945[9]
- Dorothy Wyndham (née en 1905 - décédée le 9 février 1960, jamais mariée)

Au milieu de la Première Guerre mondiale, Pauline meurt à Esher, Surrey, après une maladie de trois semaines le 22 novembre 1916. Elle est enterrée à Hertingfordbury, Hertfordshire.
Le 19 juillet 1921, à New York, il épouse la théoricienne du complot et agitatrice anti-mormone Edith Starr Miller, fille d'un riche couple américain, William Starr Miller et Edith Caroline (Warren) Miller. Petite-fille de George H. Warren, un des fondateurs du Metropolitan Opera, Edith Miller a écrit Common Sense in the Kitchen et Occult Theocrasy. Après le mariage, Paget et Edith déménagent à Camfield Place, près de Hatfield, Hertfordshire. Ils ont trois filles:
- Audrey Elizabeth (née le 4 mai 1922 - décédée en 1991, aviateur)
- Enid Louise (née le 14 juillet 1923)
- Cicilie Carol (née le 18 avril 1928)

Les Pagets se séparent plus tard, et Edith intente un procès à New York pour la séparation de corps le 8 janvier 1932, invoquant la cruauté. Elle meurt à Paris un an plus tard, le 16 janvier 1933. Il meurt à Hatfield le 22 septembre 1949, à l'âge de 88 ans. Sans héritier mâle, son titre s'est éteint,.